# Ivana Baquero
Ivana Baquero Macías (Barcelona, 1994. június 11. –) Goya-díjas spanyol színésznő.
2002 óta színészkedik. Máig legismertebb szerepét 11 éves korában kapta, amikor beválogatták Guillermo del Toro A faun labirintusa című, sokszoros díjnyertes dark fantasyjának főszerepére. Alakításáért 2007-ben Goya-díjat nyert. Ezt követően Kevin Costner lányát alakította A másik lány című horrorfilmben, látható volt továbbá a Shannara – A jövő krónikája című amerikai fantasysorozatban is. 2019-ben főszerepet alakított az Alta Mar című, netflixes spanyol bűnügyi sorozatban.
Szülei Iván Baquero és Julía Macías. Ivana folyékonyan beszél angolul, spanyolul és katalánul.